# Xantippe (krater)
För andra betydelser, se Xantippe.
Xantippe är en nedslagskrater med en diameter på 40 kilometer, på planeten Venus. Xantippe har fått sitt namn efter Xantippa, Sokrates hustru.